# اروین وارما
اروین وارما (انگلیسی: Arvind Varma; ۱۳ اکتبر ۱۹۴۷ – ۱۴ ژوئیهٔ ۲۰۱۹) دانشمند در زمینه مهندسی شیمی، فروکافت، و مهندسی واکنش‌های شیمیایی اهل ایالات متحده آمریکا بود.
وی همچنین برندهٔ جوایزی همچون برنامه فولبرایت شده‌است.